# Janez Pavčič
Janez Pavčič (* 18. Oktober 1928 in Ljubljana) ist ein ehemaliger jugoslawischer Skilangläufer.
Pavčič trat international erstmals bei den Weltmeisterschaften 1954 in Falun in Erscheinung. Dort belegte er den 110. Platz über 15 km, den 47. Rang über 30 km und 12. Platz mit der Staffel. Zwei Jahre später lief er bei den Olympischen Winterspielen 1956 in Cortina d’Ampezzo auf den 45. Platz über 15 km und auf den 13. Rang zusammen mit Zdravko Hlebanja, seinem Bruder Cveto Pavčič und Matevž Kordež in der Staffel. Bei den Weltmeisterschaften 1958 in Lahti kam er auf den 65. Platz über 15 km und bei den Weltmeisterschaften 1962 in Zakopane auf den 55. Platz über 15 km und auf den 17. Rang mit der Staffel.